# Histoire du Tennessee
L'Histoire du Tennessee a été marquée par les travaux d'infrastructures publiques, comme l'intervention des militaires au début du XIXe siècle pour rendre praticable la Piste Natchez, permettant la circulation dans ce territoire, qui ne bénéficiait pas des mêmes facilités fluviales que l'Ohio, l'Indiana ou le Kentucky, autres portes de la Conquête de l'Ouest. Cent trente ans plus tard, d'autres travaux d'infrastructures publiques ont été entrepris pour valoriser le potentiel industriel et agricole de la rivière Tennessee après la Crise de 1929.

## L'époque des amérindiens
La région aujourd’hui occupée par le Tennessee était peuplée par diverses tribus amérindiennes, notamment les Chicachas, les Creeks et les Cherokees. Le territoire fut exploré au milieu du XVIe siècle par les Espagnols, dont Hernando de Soto en 1540, puis, à la fin du XVIIe siècle, par des Français descendant le Mississippi (Louis Jolliet et Jacques Marquette, en 1673). En 1680, qu'une expédition française menée par René Robert Cavelier de La Salle construisit le Fort Prud'homme, sur le site de l'actuelle Memphis (Tennessee), future capitale de l'État.

## La colonisation, au milieu duXVIIIesiècle

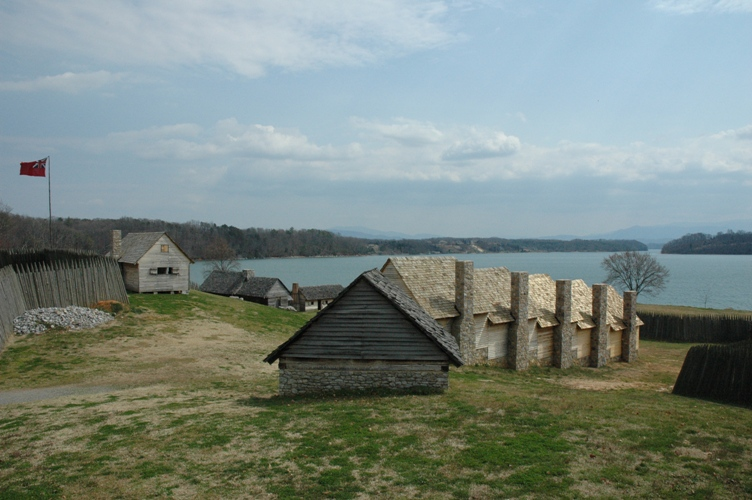
Reconstruction de Fort Loudon, la première colonie britannique dans le Tennessee

En 1739, afin de renforcer les défenses orientales de la Louisiane française, le gouverneur de la Louisiane française, Jean-Baptiste Le Moyne de Bienville, fait édifier un nouveau fort, le Fort de l'Assomption, situé à la confluence de la rivière à Margot et du fleuve Mississippi. Ensuite, de nombreux colons anglais en provenance de la Virginie et de la Caroline du Nord traversèrent les montagnes vers la fin des années 1760, après la guerre de Sept Ans, pour s’établir dans les vallées de l’Holston, de la Watauga  et de la Nolichucky, un des affluents de la French Broad. Daniel Boone fut l'un des premiers à parcourir la région. La première colonie permanente fut créée en 1769 à Watauga, puis en 1772 un district indépendant, la Watauga Association, annexé par la Caroline du Nord en 1776. La première ville de l’État, Jonesboro, fut fondée en 1779 par des Caroliniens du Nord.

## Les suites de la Guerre d'indépendance américaine

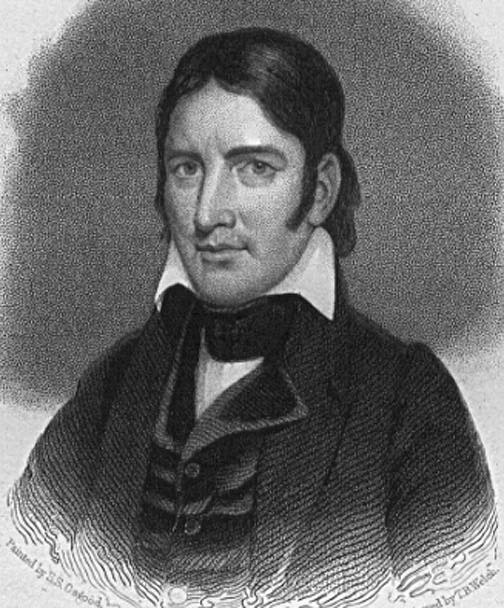
Davy Crockett.

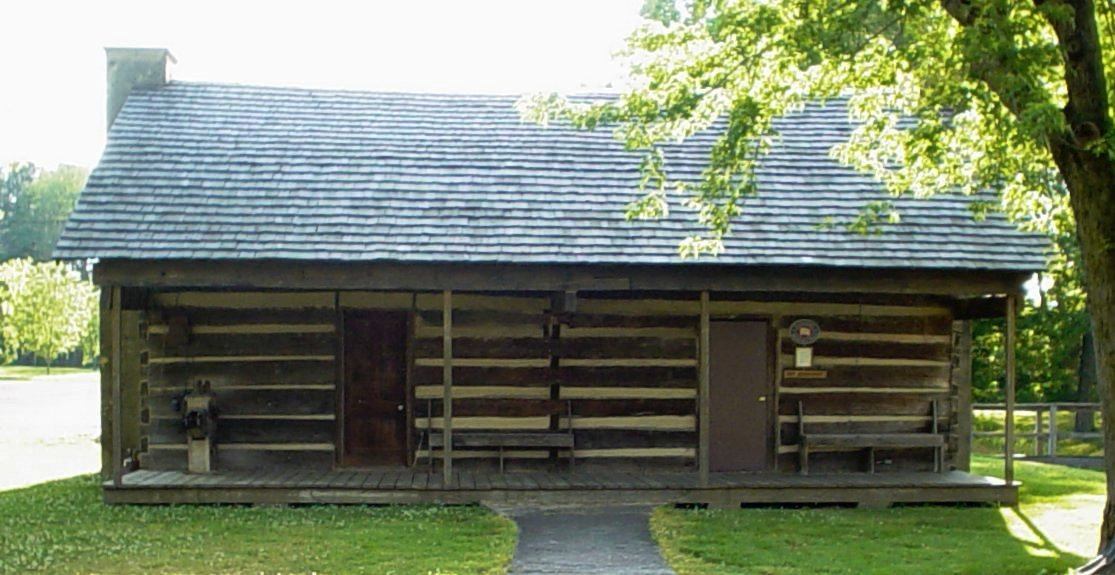
Maison de Davy Crockett, Tennessee.

Après la guerre d'indépendance, la partie occidentale du Tennessee fut cédée par la Caroline du Nord au gouvernement fédéral des États-Unis, tandis que la partie orientale, où se trouvait un gouvernement indépendant, formait en 1784 l’« État de Franklin ». En 1788, la Caroline du Nord reprit le contrôle de la région et, en 1790, celle-ci fut érigée en « Territoire au sud de la rivière Ohio » (Territory South of the River Ohio) ou Territoire du Sud-Ouest. Le Tennessee fut finalement intégré à l’Union le 1er juin 1796, devenant le 16e État américain.
Le jurisconsulte Andrew Jackson, avocat général de district depuis 1788, fut chargé de rédiger la Constitution du nouvel État. Représentant du Tennessee au Congrès général (1796), sénateur l'année suivante, il donna sa démission et devint juge de la Cour suprême des États-Unis et commandant en chef de la milice du Tennessee lors de la Guerre de 1812, contre l'Angleterre. Quinze ans plus tard, il sera président des États-Unis. Autre figure du Tennessee, Davy Crockett participe en compagnie de tribus indiennes amies à la guerre des Creeks de 1813, au cours de laquelle les Creeks sont manipulés par les spéculateurs immobiliers, sous les ordres d' Andrew Jackson. Crockett devient juge de paix en 1817 avant d'intégrer la milice l'année suivante avec le grade de colonel, puis de siéger à l'assemblée législative du Tennessee en 1821 et 1823, où il défend les coureurs de bois et les premiers colons contre les spéculateurs.
Par une série de traités signés entre 1770 et 1835, l’État annexa progressivement tous les territoires pourtant revendiqués par les Amérindiens, contraints d’aller s’installer plus à l’ouest. C'est dans les années 1820 que deux villes importantes apparaissent, alors que les établissements sont jusque là très disséminés. Nashville, fondée en 1779 par le colonel John Donelson, sous le nom de "Fort Nashborough", en hommage au héros de la guerre d'indépendance des États-Unis le général Francis Nash, ne devient officiellement la ville de Nashville qu'en 1806. En 1829, elle ne compte que 400 maisons et 4 000 personnes, mais dirige un État de 440 000 habitants et héberge trois quotidiens. Memphis (Tennessee) fut officiellement fondée le 22 mai 1819 par John Overton, James Winchester et Andrew Jackson et a été considérée comme ville en 1826. La cité fut nommée en l'honneur de l'ancienne capitale de l'Égypte sur le Nil. En 1835, sa rivale Nashville compte déjà environ 6 000 habitants et vit du commerce du coton.

## Une région encore quasi-déserte à l'indépendance
Avec seulement quelques dizaines de milliers d'habitants en 1780, en pleine Guerre d'indépendance des États-Unis d'Amérique, le Kentucky n'est que la seizième des colonies américaines par la population. Trente ans auparavant, elle n'existait pas encore, avec aucun peuplement significatif. En 1790, l'Amérique est encore très rurale, car les cinq premières agglomérations, dont les deux principales, Philadelphie et Boston, ne représentent que 136 000 habitants, soit seulement 5,5 % de la population. Vers 1750, la population de Philadelphie avait dépassé celle de Boston.
À partir de 1790 ont lieu les premiers recensements par ville et par états, au moment d'une polémique nationale sur l'opportunité d'étendre la colonisation à l'ouest. Il est alors décidé que le seuil de 60 000 habitants doit être atteint avant de créer un nouvel État
. Après 1750, l'accroissement naturel correspond à 95% de la croissance démographique des colonies d'Amérique. Le taux de mortalité y est de 25% contre 35% à 40% en Europe, sans que les causes exactes puissent être identifiées, les historiens évoquant un meilleur chauffage, meilleure alimentation et plus grande immunisation contre les épidémies car l'habitat est plus dispersé.
| Année            | Population en 1750 | Population en 1780 | Position en 1780 |
| Virginie         | 180 000 habitants  | 538 000 habitants  | 1er en 1780      |
| Pennsylvanie     | 85 000 habitants   | 327 000 habitants  | 2e en 1780       |
| Caroline du Nord | 51 000 habitants   | 270 000 habitants  | 3e en 1780       |
| Massachusetts    | 188 000 habitants  | 260 000 habitants  | 4e en 1780       |
| Maryland         | 116 000 habitants  | 245 000 habitants  | 5e en 1780       |
| Connecticut      | 111 000 habitants  | 206 000 habitants  | 6e en 1780       |
| New York         | 76 000 habitants   | 210 000 habitants  | 7e en 1780       |
| Caroline du Sud  | 45 000 habitants   | 180 000 habitants  | 8e en 1780       |
| New Jersey       | 51 000 habitants   | 139 000 habitants  | 9e en 1780       |
| Rhode Island     | 33 000 habitants   | 52 000 habitants   | 10e en 1780      |
| New Hampshire    | 27 000 habitants   | 87 000 habitants   | 11e en 1780      |
| Georgie          | 5 200 habitants    | 56 000 habitants   | 12e en 1780      |
| Maine            | 0 habitants        | 49 000 habitants   | 13e en 1780      |
| Vermont          | 0 habitants        | 47 000 habitants   | 14e en 1780      |
| Delaware         | 19 000 habitants   | 45 000 habitants   | 15e en 1780      |
| Kentucky         | 0 habitants        | 45 000 habitants   | 16e en 1780      |
| Tennessee        | 0 habitants        | 10 000 habitants   | 17e en 1780      |

## La piste Natchez accélère le peuplement de l'État
Vers 1801, les forces armées des États-Unis commencèrent à utiliser la piste  Natchez comme itinéraire postal. Des travaux, réalisés par des soldats venus du Tennessee occidental puis par des civils sous contrat, ont permis le transit des voyageurs et des traités ont été signés avec les nations Chicacha et Choctaw. En 1809, la piste était entièrement praticable en chariot attelé. Elle bénéficiait de la création d'auberges et de comptoirs commerciaux alors dénommés Stands. Pour la plupart, ceux-ci se sont développés à partir du sud à Nashville. Beaucoup de premières colonies du Mississippi et du Tennessee se sont développés le long de la piste Natchez. Les plus importantes étaient Washington, l'ancienne capitale du Mississippi, Greenville, où Andrew Jackson a développé son commerce d'esclaves et Port Gibson. La piste Natchez accueille aussi des prédicateurs itinérants ou des commerçants ambulants. Plusieurs prédicateurs méthodistes se sont déployés le long de la piste dès 1800. En 1812 ils revendiquaient la conversion de 1 067 Européens et de 267 Afro-Américains.
Vers 1816, le développement continu de Memphis et de la route militaire de Jackson, une ligne directe depuis Nashville vers La Nouvelle-Orléans en Louisiane, ont permis de déployer le commerce simultanément vers l'est et vers l'ouest, une tendance qui sera reprise à profit par le commerce fluvial sur le Mississippi et ses affluents. La piste Natchez connut alors un déclin régulier, victime de son propre succès. La facilité du commerce par voie fluviale, lors du développement de la roue à aubes pour la nouvelle génération de bateau à vapeur, a tout particulièrement réduit l'utilité de cet itinéraire terrestre, qui a contribué pendant trente ans au peuplement du Tennessee par les blancs. En 1830, la piste est redevenue le désert qu'elle était au siècle précédent.

## Les plantations de coton et la Guerre de sécession

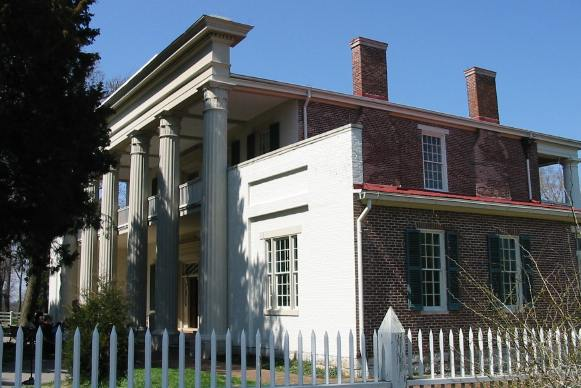
L'Hermitage, plantation de coton du président américain Andrew Jackson, aujourd'hui un musée.

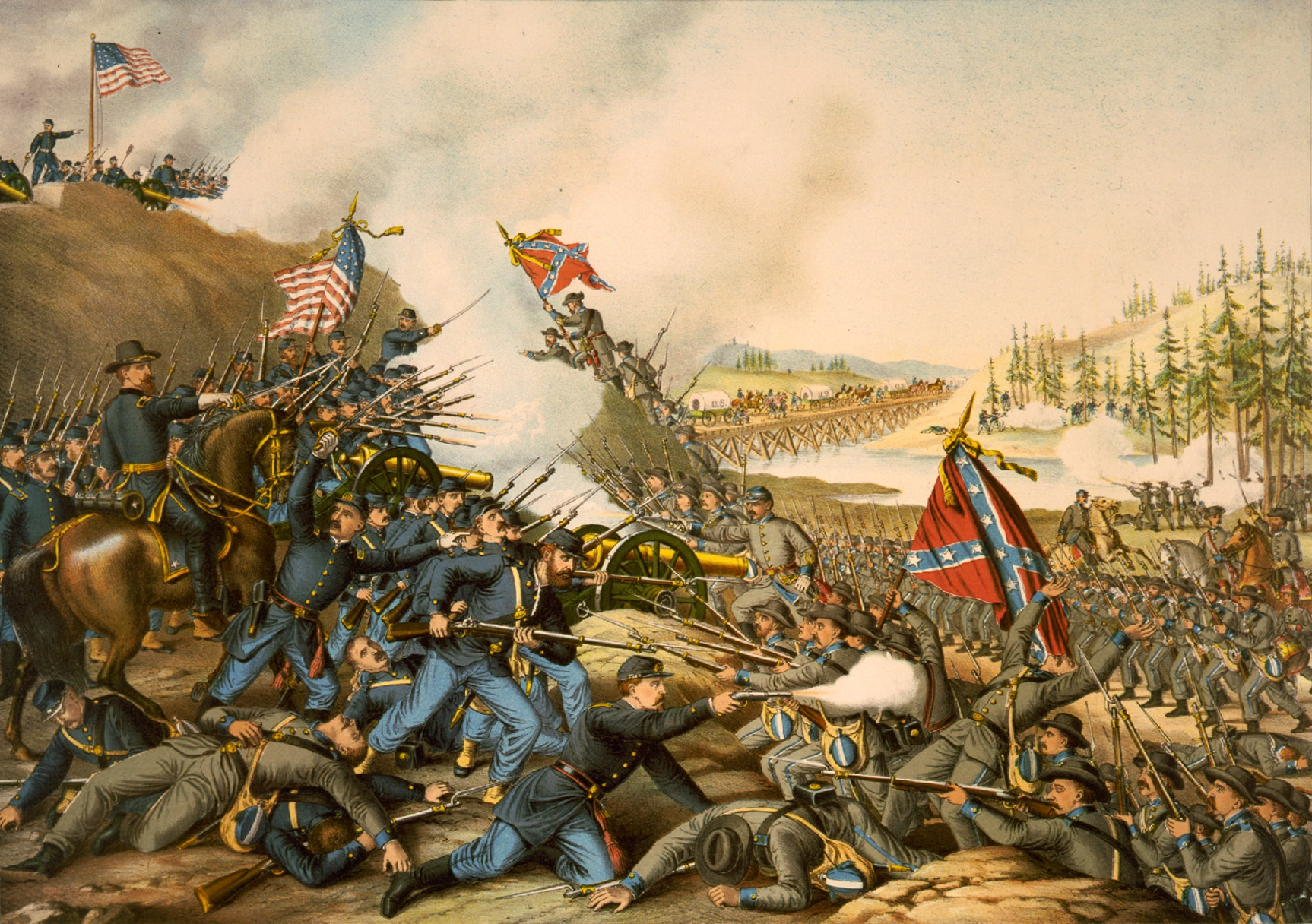
La Bataille de Franklin, perdue par les sudistes le 30 novembre 1864

Au milieu XIXe siècle, les grandes plantations de tabac et de coton se développèrent, particulièrement dans le centre et l’ouest de l’État, dont Nashville devenue la capitale en 1843. Parmi elles, L'Hermitage, plantation de coton appartenant au président américain Andrew Jackson depuis 1804, aujourd'hui un musée. La population d'esclaves de l'État passe de 4000 à 146158 au cours des trois premières décennies du XIXe siècle et en 1834, une convention de l'État du Tennessee retire leurs droits civiques aux esclaves affranchis. Esclavagiste, le Tennessee tenta cependant, dans un premier temps, d’éviter la sécession. Dirigé par le gouverneur Isham Harris, il fut le dernier État à rejoindre la Confédération sudiste. Finalement, le Tennessee fit sécession avec l'Union en juin 1861. Les forces de l'Union prirent Memphis (Tennessee) aux confédérés lors de la "Bataille de Memphis" du 6 juin 1862. La ville resta sous leur contrôle tout au long de la guerre. Memphis (Tennessee) représentait une base d'approvisionnement et continua de prospérer. Des combats très importants se déroulèrent aussi à Fort Donelson, Chattanooga, Franklin et la capitale Nashville, tenue par les confédérés au début de la guerre de Sécession, puis important dépôt de ravitaillement de l'armée fédérale, après sa capture en 1862. Une importante bataille s'y déroule en décembre 1864. Un des plus sanglants échecs de l'armée confédérée, signant par là la disparition de la seconde armée des sudistes et rendant inévitable la victoire de l'Union, a également eu lieu dans le Tennessee. C'est la bataille de Franklin, qui a lieu le 30 novembre 1864 à Franklin (Tennessee). Elle fait partie de la campagne de Franklin-Nashville.  L'armée du Tennessee (sudiste), commandée par le général J. B. Hood, attaque de front les positions fortifiées nordistes, sans résultat et au prix de lourdes pertes: 6 252 hommes sur les 20 000 ayant participé à l'assaut, 14 généraux et 55 commandants de régiments. Cet affaiblissement de l'armée sudiste sera une des causes de son échec retentissant, deux semaines plus tard, à la bataille de Nashville.  Premier État sudiste à être réadmis dans l’Union, en mars 1866, le Tennessee échappa à la difficile période de la « Reconstruction ». Le Ku Klux Klan, société secrète sudiste, naquit dans le Tennessee dès 1865.

## La grande épidémie de fièvre jaune à Memphis en 1870

Vue sur Memphis en 1870.

L'épidémie de fièvre jaune dans les années 1870 dévasta la ville de Memphis. À cette époque, on n'avait pas encore compris que le vecteur de cette maladie était le moustique et donc les efforts de lutte contre celle-ci étaient inutiles. Il y eut tellement de morts et de personnes fuyant l'épidémie que Memphis perdit son statut de ville jusqu'en 1893. Par la suite, les mesures d'hygiène ont permis de relancer la croissance démographique.

## Les grands travaux du New Deal
Au début des années 1930, la vallée du Tennessee était une région misérable : chômage très élevé, agriculteurs misérables, sols épuisés et érodés par une culture et une exploitation forestière trop intensives. La création de la Tennessee Valley Authority en 1933, au début de la période des grands travaux du New Deal de Franklin Delano Roosevelt fait du Tennessee l'un des principaux axes de croissance dans les années 1930. Son rôle était multiple : produire de l'électricité et assurer la navigabilité du fleuve de façon à attirer les industries, restaurer l'équilibre écologique de la vallée, améliorer la productivité agricole. De plus, ce projet nécessitait une importante main d'œuvre pour les travaux d'infrastructures, d'où un impact très bénéfique sur l'emploi. son territoire couvre la plus grande partie du Tennessee, mais aussi certains secteurs d'États proches, dans l'Alabama, le Mississippi, et certaines régions de la Géorgie, du Kentucky, de la Caroline du Nord et de la Virginie.
De nombreux barrages hydroélectriques furent construits sur le Tennessee dans les années 1930, bénéficiant aux industries de transformation d'alumine, en particulier à l'entreprise Alcoa, grosse consommatrice d'énergie pour l'électrolyse de l'aluminium. L'effort de guerre a ensuite augmenté la demande en énergie, pour la construction militaire. À la fin de la Seconde Guerre mondiale, la Tennessee Valley Authority était le premier producteur d'électricité des États-Unis et 1 050 kilomètres de voies navigables avaient été aménagées sur le Tennessee. Les forêts avaient été replantées, tandis que les méthodes de culture s'étaient améliorées. Dans les années 1950 et 1960, la TVA diversifia sa production d'électricité pour faire face à une importante croissance économique dans la vallée : elle construisit des centrales thermiques au charbon, puis des centrales nucléaires : Browns Ferry, Sequoyah et Watts Bar. Les prix de l'électricité furent ensuite multipliés par cinq à la suite des chocs pétroliers du milieu et de la fin des années 1970, contraignant la Tennessee Valley Authority à des programmes de réduction des coûts et d'économies d'énergie.